# 사마니정
사마니정(일본어: 様似町)은 일본 홋카이도 히다카 진흥국 관내에 있는 정이다.
이름인 사마니는 아이누어에서 기원한 지명이지만 어원에 대해서는 ‘사맘니’(サマムニ) 또는 ‘삼니’(サムンニ, 넘어진 나무), ‘에사만펫’(エサマンペッ, 수달의 강) 등 여러 설이 있어 정확한 유래는 모른다.

## 지리
홋카이도 남부 히다카 산맥의 남부에 위치한다. 남부에서는 산맥이 태평양을 향해 뻗어 있고 특히 후유시마-호로만 간의 히다카야바케이는 험로로 알려져 에도 시대에 샤마니 산도가 개척되었다.

### 인접한 자치체
- 히다카 진흥국
  - 우라카와군 우라카와정
  - 호로이즈미군 에리모정

- 도카치 종합진흥국
  - 히로오군 히로오정

## 역사
에도 시대(1600년 즈음)에 사금 채취를 위해서 일본인이 다수 이주하게 되었다.
- 1906년 - 사마니군의 8개 촌이 합병하고 2급 정촌제를 시행해 사마니군 사마니촌이 되었다.
- 1952년 - 정으로 승격해 사마니정이 되었다.

## 산업
기간산업은 어업으로 다시마 등이 잡힌다. 그 밖에 벼농사, 낙농, 말 사육 등도 행해진다.

## 교통

### 철도
- 홋카이도 여객철도 히다카 본선

### 도로
- 국도 336호선